# Ensenada Jossac
Ensenada Jossac (en inglés: Jossac Bight) es una ensenada que se extiende por 7 millas náuticas (13 km) a lo largo de la costa sur de la isla San Pedro entre Punta Holmestrand y Punta Aspasia. El nombre "Jossac Bite" fue utilizada por los primeros cazadores de focas de la ensenada, al sureste de la Bahía Rey Haakon, y probablemente se refirió a esta característica. El nombre compuesto "Holmestrand-Hortenbucht" (presumiblemente derivado de los dos nombres existentes Holmestrand y Horten) fue utilizado más adelante por una expedición alemana bajo Ludwig Kohl-Larsen en 1928/29. Una forma del nombre anterior ha sido aprobado.
- Datos: Q6291067